# Megérzés (film)
A Megérzés (Premonition) egy People's Choice-díjra jelölt, 2007-ben készült amerikai thriller.
A filmet a német Mennan Yapo rendezte, a főszerepben Sandra Bullock és Julian McMahon látható.

## Történet
|  | Alább a cselekmény részletei következnek! |

Linda Hanson takaros házban él, szerető férje és két csodálatos lánya van. Élete idilli boldogságban telik – egészen addig a napig, míg meg nem kapja a hírt, hogy férje, Jim autóbaleset áldozata lett. Linda számára ez a legszörnyűbb, amit csak el tud képzelni. Lehet hogy tényleg csak képzeli, mert másnap reggel felébredve a ház ura nagyon is elevennek tűnik. Az összezavarodott családanya eleinte azt képzeli, a baleset rémálom volt. Aztán újra megtörténik ugyanaz… Az egyik reggel maga mellett találja a sértetlen Jimet, máskor pedig özvegyként ébred. Élete őrjítő és szívszorító zűrzavarrá változik. Linda előérzetei idegtépő események sorozatát indítják el, melyek mintha az időt is kizökkentenék szokásos medréből. Élete a feje tetejére áll, a szürreális élmények hatására pedig szembe kell néznie azzal, hogy tökéletesnek hitt élete talán mégsem volt olyan tökéletes, mint ahogy hitte. Hogy megmentse családját, kétségbeesett versenyfutásba kezd az idővel vagy a sorssal. Sandra Bullock ezúttal komoly oldalát mutatja ebben a túlfűtött érzelmekkel operáló, izgalmas thrillerben.
|  | Itt a vége a cselekmény részletezésének! |

## Szereplők
| Karakter             | Színész                 | Magyar hang      |
| -------------------- | ----------------------- | ---------------- |
| Linda Hanson         | Sandra Bullock          | Für Anikó        |
| Jim Hanson           | Julian McMahon          | Dolmány Attila   |
| Megan Hanson         | Shyann McClure          | Pekár Adrienn    |
| Bridgette Hanson     | Courtney Taylor Burness | Bakos Luca       |
| Annie                | Nia Long                | Kéri Kitty       |
| Mrs. Quinn           | Irene Ziegler           | Fabó Györgyi     |
| Joanne               | Kate Nelligan           | Császár Angela   |
| Reilly seriff        | Marc Macaulay           | Perlaki István   |
| Claire               | Amber Valletta          | Sánta Annamária  |
| Dr. Norman Roth      | Peter Stormare          | Borbiczki Ferenc |
| Kennedy atya         | Jude Ciccolella         | Szokolay Ottó    |
| Eladó a divatboltban | E.J. Stapleton          |                  |
| Doug Caruthers       | Mark Famiglietti        |                  |
| Iskolai segéd        | Laurel Whitsett         |                  |
| Recepciósnő          | Kristin Ketterer        |                  |
| Bob                  | Marcus Lyle Brown       |                  |
| Sürgősségi orvos     | Jason Douglas           |                  |
| Asszisztens          | David A. Shaffer        |                  |
| Nővér                | Floriana Tullio         |                  |
| Temetkezési segéd    | Phillip DeVona          |                  |
| Temetkezési segéd    | Ritchie Montgomery      |                  |
| Fiatal pap           | Matt Moore              |                  |

## Szlogenek a filmhez
- "Reality is only a nightmare away." – A valóság csak egy rémálomnyira van.
- "It's not your imagination." – Nem csak képzelődsz.

## Érdekességek
- Habár Sandra Bullock előző filmje, a Ház a tónál egy korábbi koreai film, az Il Mare című Sidus-alkotás remake-je volt, a Megérzés, melynek eredeti címe Premonition, nem a 2004-es Yogen című thriller remake-je, melynek angol címe szintén Premonition volt.
- A filmben a pénteki napon, amikor Sandra Bullock karaktere új ház után néz, egy tóparti ház előtt álldogál, ezzel visszautalva a színésznő egy évvel korábbi filmjére, a Ház a tónálra. Ez a megoldás Sandra Bullock 2005-ös Beépített szépség 2. – Csábítunk és védünk című filmjében is észrevehető, mert az egyik jelenetben, a reptéren az első rész (a 2000-es Beépített szépség) posztere látható.

## A hazai és a külföldi bemutatók időpontjai
- Magyarország: 2007. május 10.
- Kanada: 2007. március 16.
- Egyesült Királyság: 2007. március 16.
- Izrael: 2007. március 29.
- Olaszország: 2007. március 30.
- India: 2007. június 22.
- Belgium: 2007. augusztus 29.
- Hollandia: 2007. szeptember 6.
- Németország: 2007. szeptember 20.